# Maranta pluriflora
Maranta pluriflora är en strimbladsväxtart som först beskrevs av Otto Georg Petersen, och fick sitt nu gällande namn av Karl Moritz Schumann. Maranta pluriflora ingår i släktet Maranta och familjen strimbladsväxter. Inga underarter finns listade.